# Emiliano Giannunzio
Emiliano Daniel Giannunzio (nacido el 25 de enero de 1982 en Buenos Aires, Argentina) es un futbolista argentino que se desempeña como volante. Participó en la Selección Argentina Sub-20 del 2001, donde consiguió su primer título futbolístico como campeón de aquel equipo.

## Trayectoria
Giannunzio comenzó su carrera en el Club Atlético Lanús de la Primera división argentina y estuvo media temporada en Arsenal de Sarandí. Con el fútbol que demostró lo fichan para jugar media temporada en el Club Guaraní de la Primera división paraguaya. Luego volvió a Argentina para jugar en San Miguel de la Cuarta División del Fútbol Argentino.
En 2005, juega en Juventud Unida Universitario del Torneo Argentino A. 
En 2006, vuelve a la Cuarta División pero esta vez para jugar en el Club Atlético Excursionistas. 
En 2007 jugó en Club Atlético Temperley de la Tercera División del Fútbol Argentino Donde jugó la gran parte del torneo como titular, ganándose el puesto y a la hinchada local. Al año siguiente siendo el capitán, compartió plantel con jugadores como Rodrigo Stalteri, Mauro Navas y Pablo Caballero.
Tras su paso por el Club Atlético Aldosivi de la Segunda División del Fútbol Argentino en donde jugó por una temporada (2008-2009). En el 2010, arribó a Talleres de Córdoba donde se desempeñó hasta el 2012 jugando como volante central, jugando mucho de los partidos en condición de titular, fue el capitán del plantel y uso el dorsal 5.
En junio del 2012 resignó su contrato para volver al Club Atlético Temperley donde había dejado una gran impresión al club y a sus hinchas.
El 16 de julio de 2014, tras dos años en la institución gasolera, resigna su contrato con Temperley y es adquirido por el Club Atlético Platense de la Tercera División del Fútbol Argentino.
En el lapso que jugó en Platense se consolidó como titular, siendo algunas veces como capitán. El 31 de  diciembre de 2015 la dirigencia calamar no le renueva el contrato por lo que pasa a ser un jugador libre.

## Trayectoria en la Selección argentina
En 2001, integró el plantel de la Selección Juvenil Argentina en el Sudamericano de Ecuador.

## Logros
| Año  | Club                       | Título                                |
| ---- | -------------------------- | ------------------------------------- |
| 2001 | Selección Argentina Sub-20 | Campeón Copa Mundial de Fútbol Sub-20 |
| 1999 | Selección Argentina Sub-20 | Campeón Sudamericano de Fútbol Sub-20 |

## Clubes
| Club                         | País      | Año           |
| ---------------------------- | --------- | ------------- |
| Lanús                        | Argentina | 2000-2003     |
| Arsenal                      | Argentina | 2003          |
| Guaraní                      | Paraguay  | 2004          |
| San Miguel                   | Argentina | 2004-2005     |
| Juventud Unida Universitario | Argentina | 2005          |
| Excursionistas               | Argentina | 2006          |
| Temperley                    | Argentina | 2007- 2008    |
| Aldosivi                     | Argentina | 2008- 2009    |
| Talleres                     | Argentina | 2010- 2012    |
| Temperley                    | Argentina | 2012- 2014    |
| Platense                     | Argentina | 2014-2015     |
| Club Gimnasia y Tiro         | Argentina | 2016          |
| Colegiales                   | Argentina | 2016          |
| Fénix                        | Argentina | 2016-presente |